# Teilchenquelle
Als Teilchenquelle bezeichnen Physiker eine Maschine, die in der Lage ist, einen gerichteten Teilchenstrahl zu emittieren. Meistens werden an die Teilchenquelle noch stärkere Anforderungen gestellt, als lediglich Teilchen zu emittieren. So wird typischerweise nur eine Teilchensorte emittiert, ebenso werden meistens auch nur Teilchen bestimmter Geschwindigkeit benötigt. Für den letztgenannten Punkt verwendet man verschiedene Filter hinter einer gewöhnlichen Teilchenquelle, zum Beispiel den Wien-Filter bei geladenen Teilchen.
Es gibt verschiedene Möglichkeiten, eine Teilchenquelle zu erzeugen. Beispielsweise kann man einen radioaktiven Alphastrahler verwenden oder einen Ofen, in dem ein bestimmtes Material verdampft wird.
Teilchenquellen finden hauptsächlich in der Forschung Anwendung, seit den 1990er-Jahren auch verstärkt in der Medizin.